# Khasiat Rustam
 (février 2024).
La mise en forme du texte ne suit pas les recommandations de Wikipédia : il faut le « wikifier ».
Les points d'amélioration suivants sont les cas les plus fréquents :
- Les titres sont pré-formatés par le logiciel. Ils ne sont ni en capitales, ni en gras.
- Le texte ne doit pas être écrit en capitales (les noms de famille non plus), ni en gras, ni en italique, ni en « petit »…
- Le gras n'est utilisé que pour surligner le titre de l'article dans l'introduction, une seule fois.
- L'italique est rarement utilisé : mots en langue étrangère, titres d'œuvres, noms de bateaux, etc.
- Les citations ne sont pas en italique mais en corps de texte normal. Elles sont entourées par des guillemets français : « et ».
- Les listes à puces sont à éviter, des paragraphes rédigés étant largement préférés. Les tableaux sont à réserver à la présentation de données structurées (résultats, etc.).
- Les appels de note de bas de page (petits chiffres en exposant, introduits par l'outil «  Source ») sont à placer entre la fin de phrase et le point final[comme ça].
- Les liens internes (vers d'autres articles de Wikipédia) sont à choisir avec parcimonie. Créez des liens vers des articles approfondissant le sujet. Les termes génériques sans rapport avec le sujet sont à éviter, ainsi que les répétitions de liens vers un même terme.
- Les liens externes sont à placer uniquement dans une section « Liens externes », à la fin de l'article. Ces liens sont à choisir avec parcimonie suivant les règles définies. Si un lien sert de source à l'article, son insertion dans le texte est à faire par les notes de bas de page.
- La présentation des références doit suivre les conventions bibliographiques. Il est recommandé d'utiliser les modèles {{Ouvrage}}, {{Chapitre}}, {{Article}}, {{Lien web}} et/ou {{Bibliographie}}. Le mode d'édition visuel peut mettre en forme automatiquement les références.
- Insérer une infobox (cadre d'informations à droite) n'est pas obligatoire pour parachever la mise en page.

Pour une aide détaillée, merci de consulter Aide:Wikification.
Si vous pensez que ces points ont été résolus, vous pouvez retirer ce bandeau et améliorer la mise en forme d'un autre article.
 (février 2024).
Khosiat Rustam (ouzbek : Xosiyat Rustamova), poétesse, traductrice et auteure de plusieurs scénarios. Actuellement, elle est la rédactrice en chef du journal "Le Monde du Livre". Elle est également une
chercheuse indépendante à l'Université de langue et littérature Alisher Navoi.
Depuis 2022, elle occupe le poste de coordinatrice du Mouvement Mondial des Poètes de
Colombie en Ouzbékistan,,,,.

## Biographie
Khosiat Rustam est née en 1971 dans le village d'Olmos, district de Chust, région de
Namangan. En 1993, elle a obtenu son diplôme de la Faculté de Journalisme de l'Université
d'État de Tachkent (aujourd'hui l'Université nationale de l'Ouzbékistan). En 2003, elle a suivi le cours de littérature supérieure de deux ans à la Faculté de Philologie ouzbèke de l'Université nationale de l'Ouzbékistan.
En 2021, elle a obtenu son diplôme du Programme International des Écrivains à l'Université
de l'Iowa aux États-Unis,,.

## Récompenses
Khosiat Rustam a été honorée de la médaille "Fame" (Médaille de “la Renommée”) par le Président de la République de l'Ouzbékistan en 2004, ainsi que de la médaille
commémorative "25 ans d'Indépendance de l'Ouzbékistan" en 2016.
Elle a participé à plusieurs festivals internationaux de poésie et, en 2012, elle a remporté le
concours international organisé à Bursa, en Turquie.
En 2015, elle a reçu le Prix National et International Mikail Mushfiq d'Azerbaïdjan.
En 2020, elle a été la lauréate du Prix international du poète Nurangiz GUN,.
En 2021, elle a été récompensée par le prix international Rasul Reza.
En 2017, l'Institut de littérature AMEA Nizamiy Ganjavi lui a décerné le Décret Honoraire
"Pour l'activité des relations scientifiques et littéraires entre l'Azerbaïdjan et l'Ouzbékistan",.
En 2018, elle a remporté le prix le plus élevé de poésie lors du festival international de
littérature organisé en Thaïlande.
2003: Membre de l'Union des écrivains de l'Ouzbékistan et
depuis 2019, elle est membre de l'Union des écrivains d'Azerbaïdjan.
En 2021, elle est devenue lauréate du Prix international Naji Naaman.
En 2021, elle a été récompensée du prestigieux prix "Chevalier d'Or" de l'Union russe des
écrivains.
2022: La Fondation Naji Naaman pour la Culture (FGC), une organisation internationale basée au Liban, a désigné Khosiat Rustam comme "Ambassadrice Extraordinaire de la Culture".

## Activités
Outre la poésie, Khosiat Rustam a également écrit plusieurs histoires, pièces de
théâtre et scénarios en tant qu'écrivaine et dramaturge. En 2015, la pièce "Un oiseau qui ne trouve pas sa place dans le ciel" a été mise en scène au théâtre académique de drame musical Mukimi, l'un des théâtres les plus magnifiques d'Ouzbékistan, sous la direction de l'Artiste du Peuple d'Ouzbékistan, Mirza Azizov.
En 2016, basé sur l'histoire "Gilam" ("Tapis"), elle a écrit un scénario appelé "Ajal Jodusi"
("Un tour de la mort") qui a été adapté par le réalisateur Hilal Nasimov. Ce long métrage a
apporté une grande renommée à la poétesse.
En tant que traductrice, elle a traduit les poèmes de Marina Tsvetaïeva, Evgueni Evtouchenko, Anna Akhmatova, Boris Pasternak, Ramiz Ravshan, Nigor Refibeyli, Riza Halil, Fozil Kisakurak, Khusnu Doglarja, et de nombreux autres poètes mondiaux, en ouzbek. Depuis 2015, elle est la rédactrice en chef du journal le plus influent "Le Monde du Livre". Il
existe plus de cinquante études sur les œuvres de Khosiat Rustam (50),,.

## Activités diplomatiques
En 2020, à l'initiative de Khosiat Rustam, de nombreux poètes et écrivains renommés du
monde ont rédigé une lettre de sympathie au président de l'Azerbaïdjan, Ilhom Aliyev. Cette
lettre a été lue sur de nombreux sites web et à la télévision en Azerbaïdjan. De plus, ses livres
"Ismi Lola edi u qizning" ("Le nom de cette fille était Lola") et "44 jours", dédiés aux conflits entre l'Azerbaïdjan et l'Arménie, ont été publiés en Azerbaïdjan dans les langues azerbaïdjanaise, turque et ouzbèke. De plus, ses autres livres ont été traduits en azéri par Ramiz Askar, un érudit littéraire, professeur, lauréat du prix international Babur, publiés en azéri et ouzbek pour les étudiants universitaires et inclus dans le programme. La poésie de Khosiat RUSTAM a été traduite dans plus de 30 langues, et ses livres ont été publiés dans plusieurs pays étrangers. À propos de Khosiat RUSTAM, le livre "KHOSIYAT" en ouzbek, préparé sur la base
d'articles et d'essais rédigés par des poètes, écrivains et experts littéraires mondialement
connus, ainsi que la version anglaise de "KHOSIAT", sont en préparation pour publication
chez l'éditeur "EGG London" à Londres. Concernant Khosiyat RUSTAM, le tournage du film en deux parties, en coopération avec la
télévision d'Azerbaïdjan et la télévision d'Ouzbékistan, est toujours en cours,,,.